# Samuel Hjelmér
Samuel Hjelmér, född 24 juli 1758 i Urshults socken, död där 12 maj 1824, var en svensk diplomat och ämbetsman.
Samuel Hjelmér var son till prosten Jonas Hjelmerus. Han blev elev vid Växjö skola 1771 och Växjö gymnasium 1772. Hjelmér inskrevs som student vid Uppsala universitet 1776, avlade teologisk examen där 1778 och gick därefter vidare till ämbetsmannabanan och avlade kansliexamen 1781. Han blev därefter 1782 extraordinarie kanslist i Kungliga kansliet, kopist 1782 och 1783 kanslist. 1785–1793 verkade han som kommissionssekreterare i Hamburg som diplomat hos Nedersachsiska kretsen, från 1789 som chargé d'affaires. Därefter återvände Hjelmér till Stockholm där han blev förste expeditionssekreterare för utrikes ärenden. Han hamnade i konflikt med Christoffer Bogislaus Zibet och begärde avsked från sin tjänst, men kom att förvägras detta. Hjelmér hade även andra officiella uppdrag och deltog 1795 i förhandlingarna i Wismar om det planerade giftermålet mellan Gustav IV Adolf och Lovisa Charlotta av Mecklenburg-Schwerin. Under riksdagen i Norrköping 1800 var Hjelmér sekreterare i sekreta utskottet och 1803 vistades han ett antal månader i Stralsund som medlem i en kommission för att ordna statsväsendet där. 1806 beviljades Hjelmér slutligen avsked och slog sig ned på sin ärvda gård Trehörna i Urshults socken. Fram till några veckor före sin död förde Hjelmér noggranna dagboksanteckningar, som rymmer mycket av historiskt värde.